# بسامد فرابالا (فیلم)
«بسامد فرابالا» (انگلیسی: UHF (film)) یک فیلم است که در سال ۱۹۸۹ منتشر شد.

## بازیگران
- فرن درشر
- ویکتوریا جکسون
- کوین مک‌کارتی
- مایکل ریچاردز
- آنتونی گاری
- بیلی بارتی
- ترینیداد سیلوا
- ویرد ال یانکوویچ